# Emder Konvention
Die Emder Konvention war ein Vertrag vom 14. März 1744, der die Annexion der Grafschaft Ostfriesland durch Preußen nach dem Aussterben der einheimischen Dynastie der Cirksena regelte. In der Emder Konvention wurden die alten Rechte und Privilegien der Stadt Emden und der Landstände von Preußen anerkannt.

## Hintergrund
1734 trat der letzte Fürst von Ostfriesland, Carl Edzard, seine Regierung an. Er heiratete Sophia Wilhelmina von Brandenburg-Bayreuth. Die Stadt Emden und andere renitente Stände verweigerten ihm die Huldigung. Ob Carl Edzard überhaupt in die Verwaltung seines Landes eingriff, ist zumindest zweifelhaft. Wahrscheinlich ist, dass seine Entscheidungen von anderen getroffen wurden. Carl Edzards Auseinandersetzungen mit den Ständen führten zu Verhandlungen Emdens mit Preußen. Die Stadt Emden war nach dem Appell-Krieg politisch isoliert und wirtschaftlich stark geschwächt. Emden wollte seine Stellung als „ständische Hauptstadt“ und Handelsmetropole zurück. Ab 1740 setzte sich in Emden die Meinung durch, dass dieses Ziel mit preußischer Hilfe erreicht werden könnte. Wesentliche Forderungen Emdens waren hierbei der Abzug der Sauvegarde (kaiserliche Schutztruppe) und der Dänen, die Rückgabe der als Strafe für den Appell-Krieg sequestrierten (=vom Kaiser mit Beschlag belegten) Emder Herrlichkeiten und die Rückverlegung der ständischen Landeskasse nach Emden. Im Gegenzug sollten die Ostfriesischen Stände die preußische Anwartschaft in Ostfriesland anerkennen.
Auf der anderen Seite standen die Interessen Preußens, welche insbesondere nach der Thronbesteigung von Friedrich II. verfolgt wurden. Dieser wollte, preußischer Politik folgend, die Rechte und Ansprüche des Hauses Hohenzollern überall hinreichend zur Geltung bringen. Im Zentrum des Interesses standen dabei Jülich-Berg, Mecklenburg und Ostfriesland. Hier stützte sich Preußen auf das von Kaiser Leopold I. 1694 ausgestellte Recht auf Belehnung des Fürstentums Ostfriesland für den Fall fehlender männlicher Erben. Um diese Interessen durchzusetzen, wurde Sebastian Anton Homfeld schon Mitte der 1730er Jahre aus Berlin mit der Vorbereitung der Besitzergreifung beauftragt, als sich das Ende des Hauses Cirksena abzeichnete. Homfeld war während der 1720er Jahre Syndikus der Emder Ständepartei und Gerichtsschulze beim preußischen Bataillon der Stadt. Ab 1733 war er außerdem noch Direktorialrat Preußens im Niederrheinisch-Westfälischen Reichskreis. Homfeld unterstützte das preußische Anliegen unbeirrt. Schon 1724 war er in Berlin gewesen, wo er über die preußischen Pläne informiert wurde und Instruktionen erhalten hatte. Nach der Thronbesteigung von Friedrich II. begannen die Verhandlungen zwischen dem Emder Magistrat und Preußen. Die Verhandlungen auf preußischer Seite führte Sebastian Anton Homfeld, der am 8. November 1740 einen ersten Entwurf über die Verfahrensweise beim Eintreten des Erbfalls vorlegte. Homfeld galt als einer der führenden Vertreter der renitenten Stände. Nach anfänglichen Schwierigkeiten kam es darauf aufbauend am 14. März 1744 zum Abschluss von zwei Verträgen. Zum einen war dies die Königliche Special-Declarations- und Versicherungsakte, zum anderen die Agitations- und Konventionsakte, in der vornehmlich wirtschaftliche Regelungen getroffen wurden. In 23 Paragraphen wurde festgelegt, dass alle Landesverträge und damit auch die Stellung der Stadt und das Garantierecht der Generalstaaten gültig bleiben sollten. Zusätzlich zu den oben genannten Forderungen bekam die Stadt Emden Sonderrechte bei der Duldung von Juden und Mennoniten (und der damit einhergehenden Erhebung von Schutzgeldern bei der Stadtkasse), der Anerkennung der cirksenaschen Schuld bei Emder Gläubigern und in der Befreiung von Militärlasten zugesprochen. Weiterhin wurde unter § 11 die Abmachungen zur Förderung von Wirtschaft und Schifffahrt gemäß früheren Vereinbarungen des Jahres 1683 geregelt. Die Stadt Emden hatte somit ihre Maximalforderungen durchgesetzt. Am 14. März 1744 wurde schließlich eine förmliche Konvention unterzeichnet. Als am 25. Mai 1744 Carl Edzard (keine zwei Wochen, nachdem die Emder Konvention ratifiziert worden war) starb, machte König Friedrich der Große sofort sein Nachfolgerecht geltend und ließ Aurich am 7. Juni 1744 ohne Widerstand von 500 Preußen besetzen, worauf am 23. Juni das ganze Land der preußischen Krone huldigte. Die fremden Besatzungen wurden abgezogen: die Niederländer aus Emden, die Kaiserlichen aus Leer und die Dänen aus Weener, Jemgum und Detern.